# Jakub Skurtys

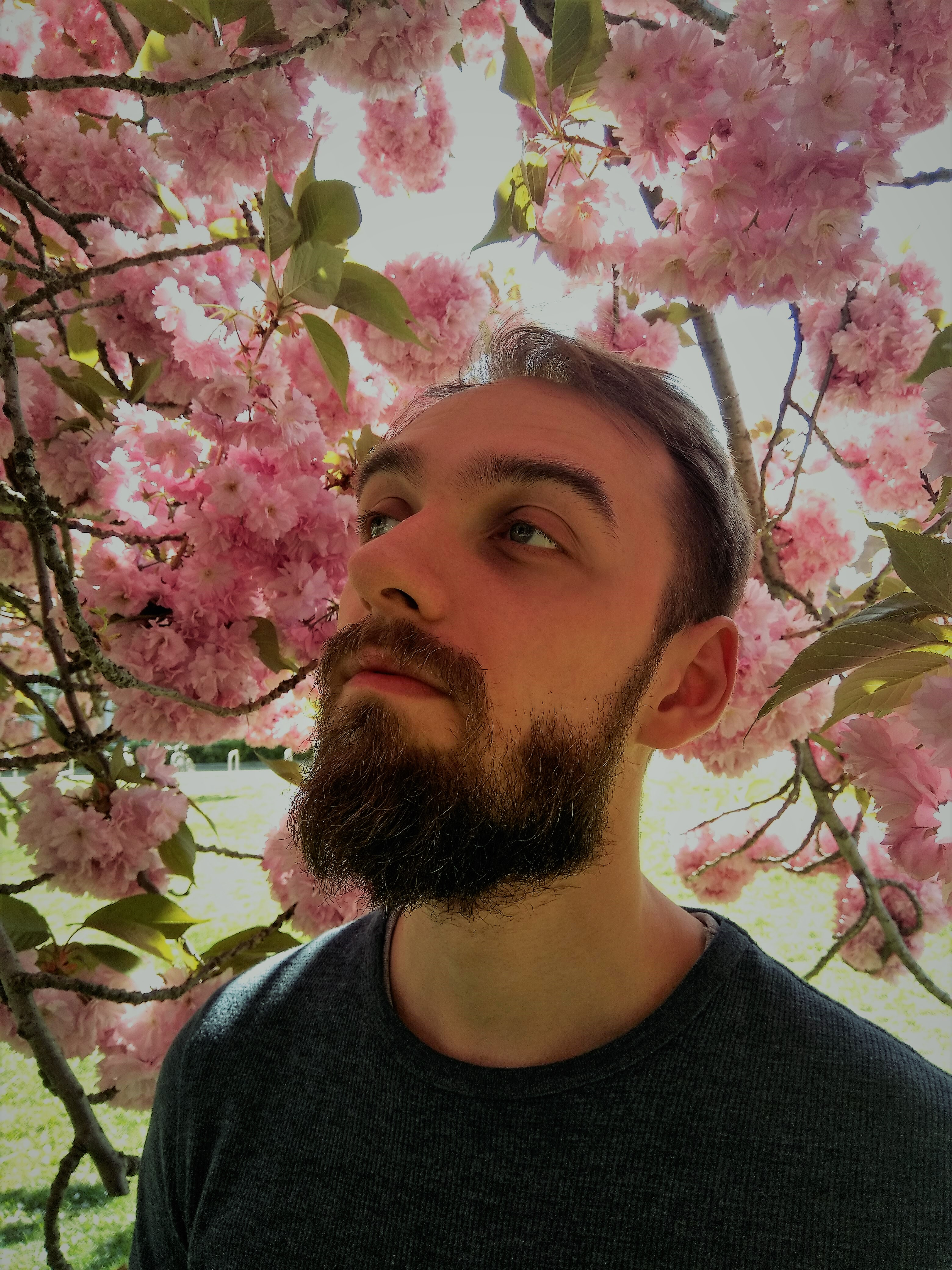
Jakub Skurtys (2020)

Jakub Skurtys, właśc. Jakub Skurtys-Idczak (ur. 1989) – krytyk i historyk literatury, doktor literaturoznawstwa, specjalizujący się w poezji najnowszej i literaturze XX wieku.
Pracuje na Wydziale Filologicznym Uniwersytetu Wrocławskiego. W pracy naukowej zajmuje się głównie polską awangardą i neoawangardą, odczytywaną przy użyciu współczesnych metodologii politycznych i kulturowych (studia nad codziennością, ekokrytyka, studia somatyczne, teorie wspólnotowości w literaturze i filozofii). Zajmuje się też koncepcją ekonomii symbolicznych (wyobraźnia ekonomiczna) i jej zastosowaniem do studiów nad polityczną reorientacją literatury nowoczesnej (tematowi temu poświęcił rozprawę doktorską o twórczości Adama Ważyka).
Jako krytyk stara się towarzyszyć zwłaszcza rocznikom 80. i 90. Uprawia polityczną i społecznie ukierunkowaną lekturę poezji najnowszej, zachowując jednak specyfikę narzędzi literaturoznawczych i broniąc pojęcia autonomii literatury.
Teksty naukowe publikował m.in. w „Śląskich Studiach Polonistycznych”, „Pamiętniku Literackim”, „Przestrzeniach Teorii”, „Czytaniu Literatury”, „Forum Poetyki” i „Wielogłosie”.
Recenzje i szkice publikuje regularnie na łamach różnych czasopism, takich jak: „Odra”, „artPapier”, „Mały Format”, „Wizje” i „Kontent”. Publikował też w „Opcjach”, „Nowej Dekadzie Krakowskiej”, „Wyspie”, „FA-arcie”, „Akcencie”, „Ricie Baum”, „Wakacie” i wielu innych.
W latach 2010–12 współpracował z „LITERą. Dodatkiem Literackim do Nagrody Gdynia”, a w 2013–2014 z „Ritą Baum” oraz z Fundacją na Rzecz Kultury i Edukacji im. Tymoteusza Karpowicza. Od 2017–2019 prowadził w „Małym Formacie” autorski cykl „Krytyka negatywna”, który poświęcał krytycznej rozprawie ze współczesną poezją. W tym piśmie publikuje też coroczne podsumowania roku w poezji.
Autor książek krytycznoliterackich Wspólny mianownik (Wrocław 2020, nominacja do Nagrody Literackiej Gdynia w kategorii esej) oraz Wiersz… i cała reszta (Kraków 2021), współredaktor tomu szkiców o poezji najnowszej Tajne bankiety (Poznań 2014). Jeden z autorów posłowia do wierszy zebranych Roberta Rybickiego Podręcznik naukowy dla onironautów (Stronie Śląskie 2017, wraz z D. Kujawą i M. Glosowitz) i współautor wyboru wierszy Jarosława Markiewicza Aaa!... (Warszawa 2020, wraz z D. Kujawą i R. Wawrzyńczykiem). Autor przedmowy do II wydania rozprawy filozoficznej Andrzeja Falkiewicza „Jeden i liczba mnoga” (Wrocław 2016) oraz wyboru wierszy Agnieszki Wolny-Hamkało Zerwane rozmowy. 105 wierszy na inne okazje (Wrocław 2020).
Dwukrotny stypendysta MNiSW, wyróżniony w programie stypendialnym Prezydenta Miasta Wrocławia.
W roku 2015 był nominowany w zespole do wrocławskiej nagrody Warto w kategorii literatura za współorganizację Mikrofestiwalu, a rok później za powołanie i współredagowanie Magazynu Literatury i Badań nad Codziennością „Przerzutnia”. Od 2020 juror tejże nagrody w kategorii literatura.

## Publikacje
- Wiersz… i cała reszta. Rozważania o poezji i krytyce po 1989 roku, Kraków: Universitas 2021.
- Wspólny mianownik. Szkice o literaturze i poezji po 2010 roku, Wrocław: Fundacja na Rzecz Kultury i Edukacji im. T. Karpowicza, 2020.
- A. Wolny-Hamkało, Zerwane rozmowy. 105 wierszy na inne okazje, wybór i posłowie J. Skurtys, Wrocław: Warstwy, 2020.
- J. Markiewicz, Aaa!... 111 wierszy, wybór i posłowie D. Kujawa, J. Skurtys, R. Wawrzyńczyk, Warszawa: Convivo, 2020
- Tajne bankiety, red. P. Kaczmarski, M. Koronkiewicz, P. Mackiewicz, J. Orska, J. Skurtys, Poznań: WBPiCAK, 2014